# AT Волос Вероники
AT Волос Вероники (лат. AT Comae Berenices) — одиночная переменная звезда* в созвездии Волос Вероники на расстоянии приблизительно 23907 световых лет (около 7330 парсек) от Солнца. Видимая звёздная величина звезды — от +15,5m до +13,9m.

## Характеристики
AT Волос Вероники — жёлто-белая пульсирующая переменная звезда типа RR Лиры (RRAB) спектрального класса F. Эффективная температура — около 6929 K.